# جيمس أ. مارتن
جيمس أ. مارتن (بالإنجليزية: James A. Martin)‏ هو قسيس أمريكي، ولد في 30 أغسطس 1902، وتوفي في 1 أكتوبر 2007 بسبب ذات الرئة.